# La Zone (roman)
Pour les articles homonymes, voir La Zone.
La Zone est le premier roman de l'écrivain ukrainien Markiyan Kamysh, publié en Ukraine en 2015 par la maison d'édition Hora-Drouk et en France en 2016 par les éditions Flammarion (Arthaud). Le thème du roman est le trekking illégal des stalkers dans la zone d'exclusion de Tchernobyl dont Markiyan, l'auteur du roman, est un des représentants les plus expérimentés.
Le livre est entré dans le top 10 de l'année 2019 en Italie selon le classement de l'édition La Repubblica, qui a qualifié La Zone l'un des romans qui transmettent le mieux l'esprit du temps tels ceux de Ian McEwan, Margaret Atwood, Elena Ferrante. Le magazine Monaco Hebdo a inclus La Zone dans son choix culturel du mois en mai 2016. La Zone est classé dans le Top 5 des lectures personnelles du réalisateur cinématographique ukrainien Myroslav Slaboshpytskiy. En 2016 en France et en 2019 en Italie le roman a fait l'objet de critiques très favorables, notamment dans les médias Marianne, Les Inrocks, VSD, Le Nouvel Observateur, 20minutes, France culture, TF1, Le Point et aussi dans la Repubblica,, Corriere della Sera, Il Manifesto, Il Giornale et d'autres encore.

## Accueil en Ukraine

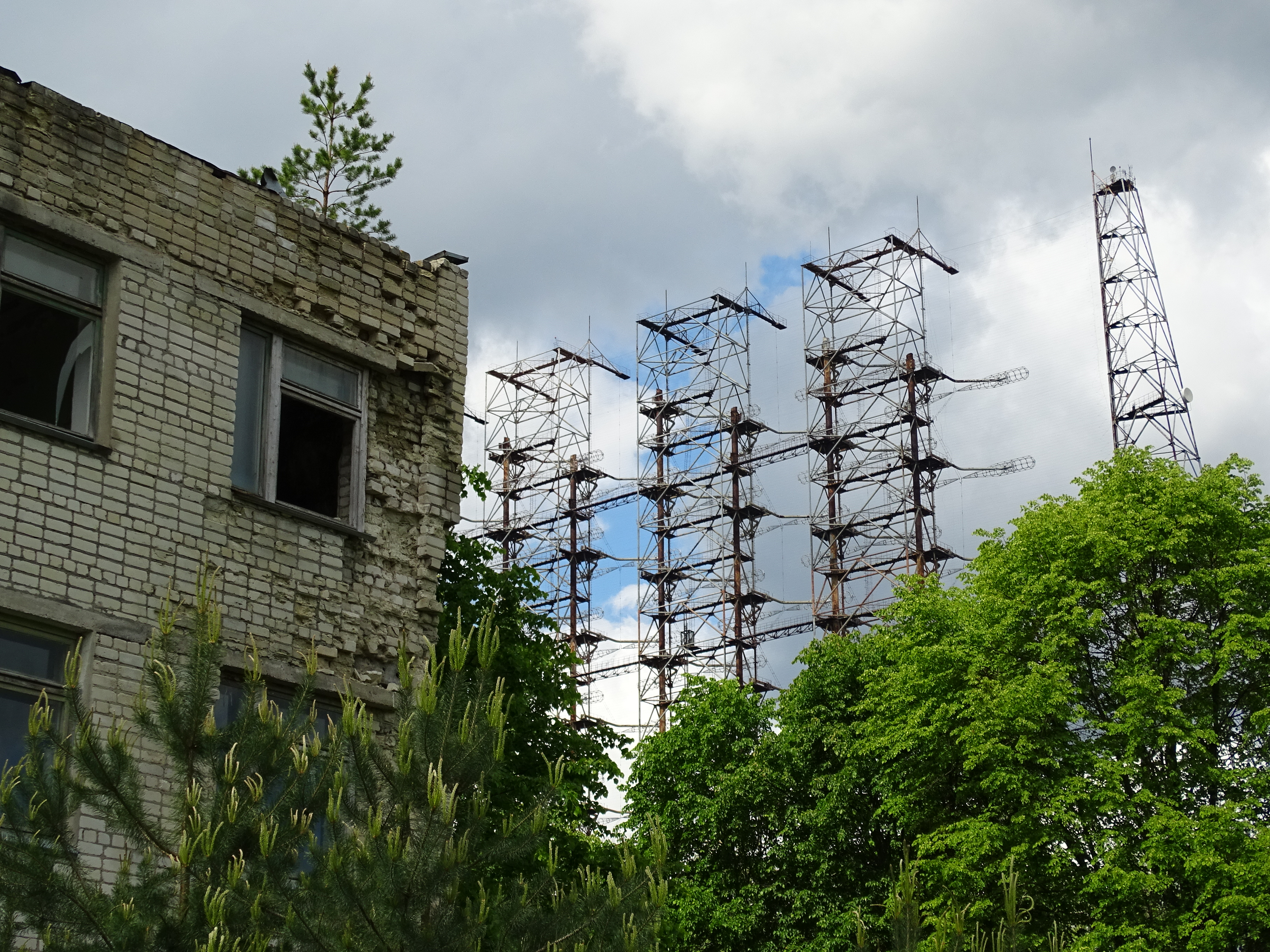
Pic-vert russe, abandonné à Tchernobyl Ukraine

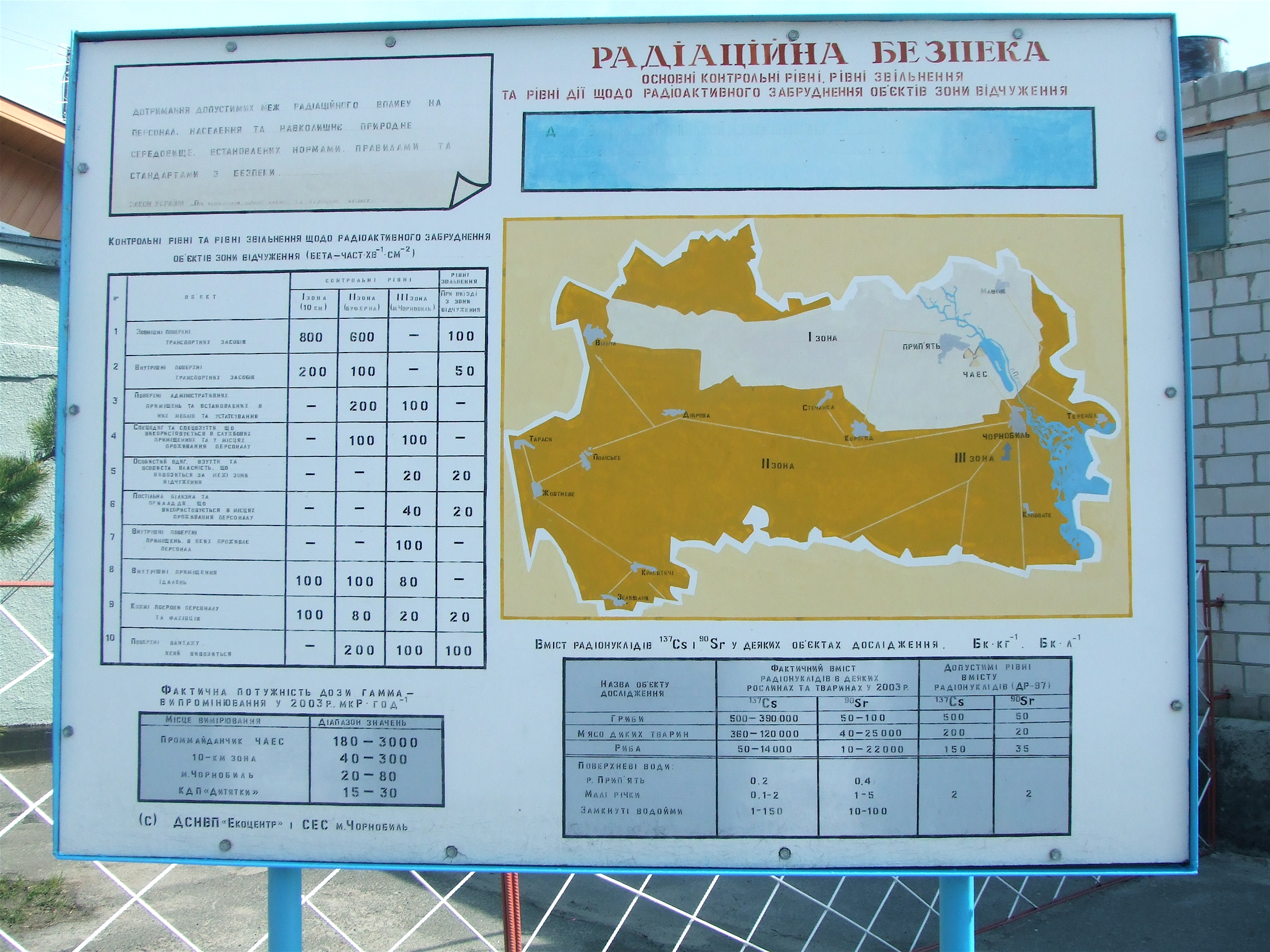
Carte de la Zone d'exclusion

## Histoire de la création du roman

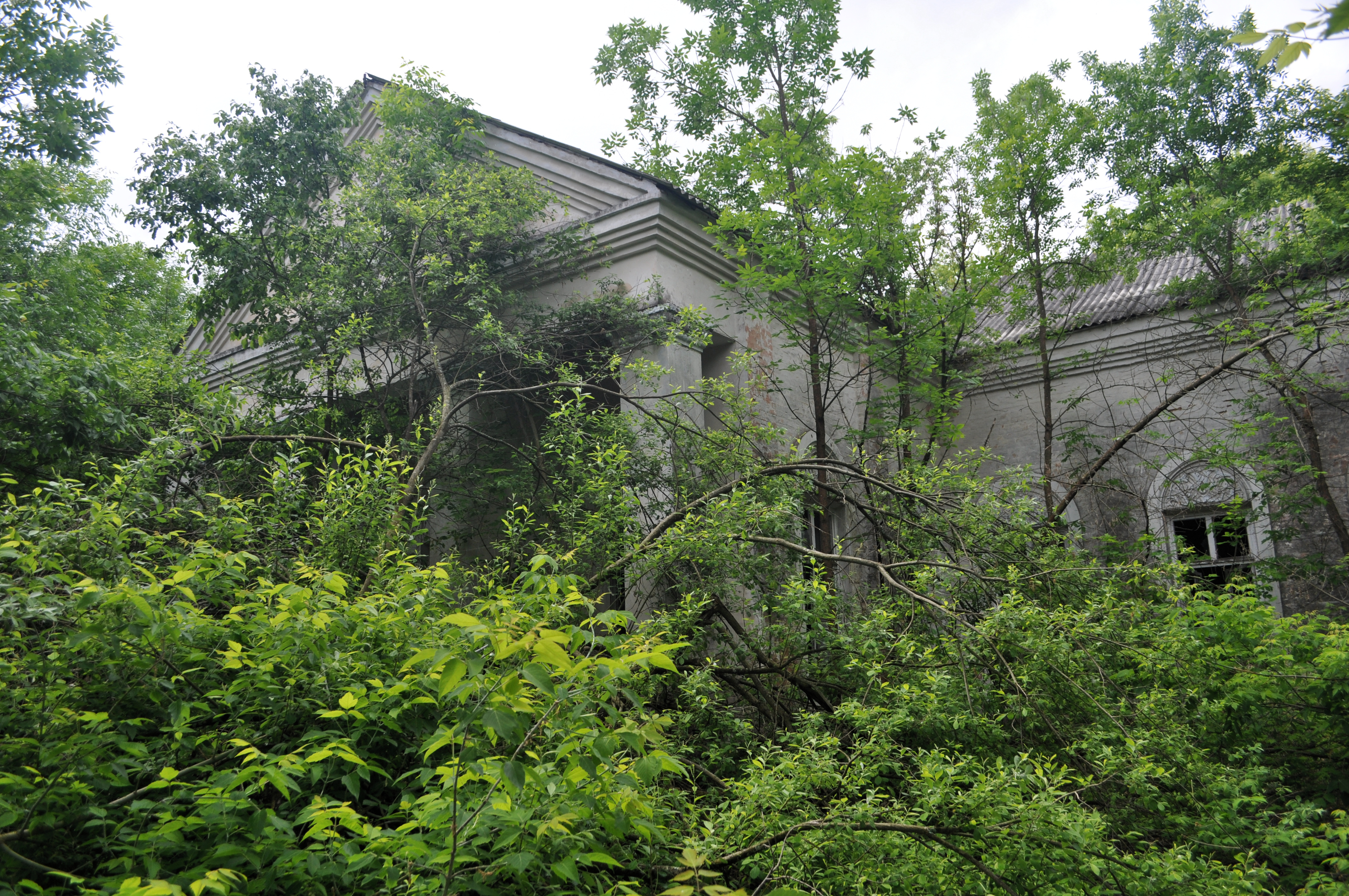
Le centre culturel de Zalissya, dans la Zone, envahi par les arbres

Le roman La Zone représente une littérature d'expérience réelle de l'auteur, stalker illégal, très expérimenté sinon le plus expérimenté de la zone d'exclusion de Tchernobyl. Il vit plusieurs semaines d'affilée dans la zone et a déjà parcouru en plusieurs années plusieurs milliers de kilomètres parmi les villages abandonnés,,,,,,. Entre les années 2010 et 2017, Markiyan Kamysh a effectué plus de cent randonnées illégales dans la zone d'exclusion de Tchernobyl (que l'auteur appelle ironiquement promenades, mettant l'accent sur la simplicité de sa démarche malgré les stéréotypes circulant sur Tchernobyl). 

## Conception
Les textes de cet ouvrage sur La Zone ne forment pas un guide, ni un itinéraire à suivre, ce sont plutôt des notes littéraires de voyages définies par la critique comme un roman,.
Les évènements du récit et les paysages que traverse le héros (qui est l'écrivain lui-même) sont bien réels et sont rendus comme le fruit des expériences de l'auteur autour de la centrale de Tchernobyl. Kamysh qualifie son texte de cartographie émotionnelle, de géographie poétique. Il ne fait par contre pas de rétrospective de la catastrophe nucléaire de Tchernobyl ni de morale sur les leçons à en tirer. Il ne parle pas du passé, mais de ce qui est présent maintenant dans la zone d'exclusion de Tchernobyl.
L’auteur évoque le goût du calme et celui du risque pour tenter d’expliquer ce qui l’attire dans ces explorations.
Le livre se termine par un chapitre qui cartographie trente-six lieux de la Zone en les détaillant.

## Critiques
- Article dans le Nouvel Observateur.
- France Culture.
- Lesinrocks.

## Interview et publications de l'auteur
- Interview dans le magazine Marianne.
- 20minutes.